# Assut de la Séquia de Favara
L'assut de la séquia de Favara es troba al vell llit del riu Túria, al final del terme municipal de Quart de Poblet, prop del de Mislata. Està catalogat com a Bé d'interès cultural, i segons les dades proporcionades per la Direcció General de Patrimoni Cultural de la Conselleria de Turisme, Cultura i Esports de la Generalitat Valenciana, amb número d'anotació ministerial RI-51-0011245.

## Descripció històrica
Posar data de construcció pels assuts és difícil i en la majoria dels casos hi ha escassíssima informació que permeti la datació amb fiabilitat. Això s'uneix al fet de ser elements en constant modificació, reparació i manteniment, per aconseguir un correcte estat per al seu bon ús.
El nou traçat del llit del riu Túria, iniciat amb l'anomenat Pla Sud, va modificar considerablement el recorregut de la séquia. Primer va ser inutilitzat i va acabar enterrat sota 8 metres d'enderrocs, l'aterrarse tota aquesta part del riu vell. Avui dia no es coneix la localització exacta per la gran transformació de l'entorn, sobretot després de la conversió de l'antic llit del Túria en Jardí urbà, la qual cosa va dur a terme la desconnexió entre els dos braços del riu, evitant d'aquesta manera el pas de l'aigua per l'esmentat llit, cosa que va suposar la pèrdua dels antics assuts. En concret els quatre últims assuts corresponents a les séquies de Favara, Rascanya, Rovella i de l'Or han deixat d'utilitzar sent substituïts per altres de nova factura denominant l'Assut del Repartiment. Aquest assut està situat al costat del nucli de Quart de Poblet, just en el punt on se separa la llera tradicional del riu Túria de la nova llera construït segons el Pla Sud. Les séquies capten l'aigua en el mateix punt tot i que varien el nivell de distribució mantenint substancialment les zones i àrees d'influència que cadascuna tenia.
La de Fabara és una de les séquies que més han patit variacions en el seu traçat, per les obres del citat Pla Sud, dividint-se la séquia en dos trams, un al nord d'aquest, que arriba fins al Molí de la Closa i un altre al sud de la nova llera. Malgrat tot, atès que la séquia de Favara és una de les de majors dimensions, recorregut i perímetre de reg de l'Horta de València, ha contribuït, conjuntament la seva curta distància de la ciutat històrica, que hi hagi acumulat un considerable patrimoni arquitectònic hidràulic.